# 다쓰노역 (효고현)
다쓰노역(일본어: 竜野駅 다쓰노에키[*])은 일본 효고현 다쓰노시에 위치한 서일본 여객철도의 역이다.

## 역 구조
상대식 승강장으로 2면 2선의 지상역이다. 역 업무는 서일본 여객철도 교통 서비스에 위탁되어 있다. 이코카 및 제휴 교통카드의 사용이 가능하다.

### 승강장
| 1 | ■ 산요 본선 | 반슈아코 · 오카야마 방면 |
| 2 | ■ 산요 본선 | 히메지 · 오사카 방면     |

## 역사
- 1889년 11월 1일: 산요 철도가 히메지역에서 노선을 연장하여 신설되었다.
- 1906년 12월 1일: 국유화에 따라 일본국유철도 소속이 되었다.
- 1909년 10월 12일: 노선 명칭 제정으로 산요 본선의 소속이 되었다.
- 1987년 4월 1일: 민영화에 따라 서일본 여객철도의 소속이 된다.
- 2003년 11월 1일: 이코카의 사용이 개시되었다.

## 인접정차역
| 서일본 여객철도 산요 본선 | 서일본 여객철도 산요 본선 | 서일본 여객철도 산요 본선 |
| ------------------------- | ------------------------- | ------------------------- |
| 아보시 쓰루가 방면        | ■ JR 고베 선              | 아이오이 반슈아코 방면    |
| 아보시 히메지 방면        | ■ 산요 본선 · 아코 선     | 아이오이 오카야마 방면    |